# Presenze aliene
Presenze aliene è un film televisivo del 1996, diretto da Roger Duchowny.
Sequel televisivo del film Destinazione... Terra! (1953), in realtà il film è essenzialmente un remake del film di Arnold.

## Trama
Mentre si trovano in una zona desertica per un servizio fotografico, il fotografo Jack Putnam e il piccolo Stevie Fields vengono investiti da una strana e misteriosa tempesta, terminata la quale rinvengono sul terreno dei cristalli bluastri. Nei giorni seguenti avranno luogo alcuni strani avvenimenti: alcune persone scompariranno misteriosamente, la temperatura si innalzerà e le riserve idriche della cittadina inizieranno a prosciugarsi. Putnam intuisce che questi fenomeni sono dovuti alla presenza di creature aliene.

## Accoglienza
Scrivendo per The Radio Times, Alan Jones ha dato al film una stella su cinque e lo ha definito un "aggiornamento poco brillante" che è stato "la prova positiva che 40 anni di progressi tecnici non possono compensare valori di produzione scadenti, personaggi noiosi e una mancanza completa di brividi." Ha riassunto: "archiviare questo sotto 'non disturbare.'" Leonard Maltin lo ha definito "un remake molto inferiore, piuttosto che il sequel che il titolo suggerisce." Sul New York Daily News, David Bianculli scrisse che "il fatto che questo è un remake e non un sequel, ma porta comunque il suffisso II, è un indizio di quanto chiaramente stessero pensando i creatori di questa nuova versione quando hanno realizzato. In altre parole, non molto."